# きらりん☆レボリューション ソングセレクション
『きらりん☆レボリューション ソングセレクション』は、テレビアニメ『きらりん☆レボリューション』のアルバムである。2006年10月18日から2009年3月18日までzetimaから発売された。

## リリース一覧

### ソングセレクション
1. 恋花火 [4:49]
歌：月島きらり starring 久住小春 (モーニング娘。)
作詞：中原杏・a2c、作曲：a2c、編曲：原田勝通
2. Loveだよ☆ダーリン [3:22]
歌：月島きらり starring 久住小春 (モーニング娘。)
作詞：すやまちえこ、作詞・編曲：吉田勝弥
3. 大きな愛でもてなして [3:14]
歌：℃-ute
作詞・作曲：つんく、編曲：高橋諭一
4. ラブ×メガ [3:29]
歌：SHIPS（陶山章央、保志総一朗）
作詞：meg rock、作曲：岩崎貴文、編曲：加藤大祐
5. 恋花火（オリジナルカラオケ）
6. Loveだよ☆ダーリン（オリジナルカラオケ）
7. 大きな愛でもてなして（オリジナルカラオケ）
8. ラブ×メガ（オリジナルカラオケ）

### ソングセレクション2
1. ハッピー☆彡 [3:54]
歌：月島きらり starring 久住小春 (モーニング娘。)
作詞・作曲・編曲：BOUNCEBACK
2. はなをぷーん [4:24]
歌：きら☆ぴか
作詞：Yum Yum、作曲：Men Men、編曲：宮永治郎
3. ふたりはNS [4:37]
歌：きら☆ぴか
作詞：Yum Yum、作曲：Men Men、編曲：宮永治郎
4. 恋の魔法はハビビのビ!（ひかるバージョン） [3:39]
歌：観月ひかる（萩原舞）
作詞：すやまちえこ、作曲・編曲：吉田勝弥
5. 光の中へ。。 [4:11]
歌：SHIPS（陶山章央、保志総一朗）
作詞・作曲：bice、編曲：Ryo
6. ハッピー（オリジナルカラオケ）
7. はなをぷーん（オリジナルカラオケ）
8. ふたりはＮＳ（オリジナルカラオケ）
9. 恋の魔法はハビビのビ!（オリジナルカラオケ）
10. 光の中へ。。（オリジナルカラオケ）

### ソングセレクション3
1. チャンス! [3:36]
歌：月島きらり starring 久住小春 (モーニング娘。)
作詞：2℃、作曲：織田哲郎、編曲：家原正樹
2. ラムタラ [3:36]
歌：月島きらり starring 久住小春 (モーニング娘。)
作詞：2℃、作曲・編曲：斎藤悠弥
3. Olala [3:14]
歌：月島きらり starring 久住小春 (モーニング娘。)
作詞：小山哉枝、作曲：田代智一、編曲：安岡洋一郎
4. アナタボシ [3:25]
歌：MilkyWay
作詞：2℃、作曲・編曲：斎藤悠弥
5. サンサンGOGO [4:30]
歌：MilkyWay
作詞：2℃、作曲・編曲：吉田勝弥
6. チャンス!（オリジナルカラオケ）
7. ラムタラ（オリジナルカラオケ）
8. Olala（オリジナルカラオケ）
9. アナタボシ（オリジナルカラオケ）
10. サンサンGOGO（オリジナルカラオケ）

### ソングセレクション4
1. パパンケーキ [4:11]
歌：月島きらり starring 久住小春 (モーニング娘。)
作詞：2℃、作曲：FIREWOEKS、編曲：宮永治郎
2. TOKYO FRIEND☆SHIPS [3:59]
歌：SHIPS（井出卓也、金井史更）
作詞・作曲・編曲：ササキオサム
3. アナタボシ（きらりVer.） [3:25]
歌：月島きらり starring 久住小春 (モーニング娘。)
作詞：2℃、作曲・編曲：斎藤悠弥
4. アナタボシ（のえるVer.） [3:25]
歌：雪野のえる（北原沙弥香）
作詞：2℃、作曲・編曲：斎藤悠弥
5. アナタボシ（こべにVer.） [3:25]
花咲こべに（吉川友）
作詞：2℃、作曲・編曲：斎藤悠弥
6. サンサンGOGO（きらりVer.） [4:30]
歌：月島きらり starring 久住小春 (モーニング娘。)
作詞：2℃、作曲・編曲：吉田勝弥
7. サンサンGOGO（のえるVer.） [4:30]
歌：雪野のえる（北原沙弥香）
作詞：2℃、作曲・編曲：吉田勝弥
8. サンサンGOGO（こべにVer.） [4:30]
歌：花咲こべに（吉川友）
作詞：2℃、作曲・編曲：吉田勝弥
9. パパンケーキ（オリジナルカラオケ）
10. TOKYO FRIEND☆SHIPS（オリジナルカラオケ）

### ソングセレクション5
1. タンタンターン! [4:31]
歌：MilkyWay
作詞・作曲・編曲：前山田健一
2. ガムシャララ [4:03]
歌：MilkyWay
作詞：2℃、作曲・編曲：村井大
3. はぴ☆はぴ サンデー! [3:46]
歌：月島きらり starring 久住小春 (モーニング娘。)
作詞・作曲・編曲：前山田健一
4. きみがいる [4:08]
歌：SHIPS（井出卓也、金井史更）
作詞・作曲：伊橋成哉、編曲：鈴木ヒロト
5. 負けん気!強気!元気!前向き! [3:25]
歌：雪野のえる（北原沙弥香）
作詞・作曲・編曲：前山田健一
6. はてはてな [3:44]
歌：花咲こべに（吉川友）
作詞・作曲・編曲：前山田健一
7. タンタンターン!（オリジナルカラオケ）
8. ガムシャララ（オリジナルカラオケ）
9. はぴ☆はぴ サンデー!（オリジナルカラオケ）
10. きみがいる（オリジナルカラオケ）
11. 負けん気!強気!元気!前向き!（オリジナルカラオケ）
12. はてはてな（オリジナルカラオケ）

## アニメ本編中での使用
| 曲名                       | 詳細               |
| -------------------------- | ------------------ |
| 恋花火                     | 挿入歌             |
| Loveだよ☆ダーリン          | エンディングテーマ |
| 大きな愛でもてなして       | エンディングテーマ |
| ラブ×メガ                  | 挿入歌             |
| ハッピー☆彡                | オープニングテーマ |
| はなをぷーん               | オープニングテーマ |
| はなをぷーん               | エンディングテーマ |
| ふたりはNS                 | 挿入歌             |
| ふたりはNS                 | エンディングテーマ |
| 光の中へ。。               | 挿入歌             |
| チャンス!                  | オープニングテーマ |
| ラムタラ                   | エンディングテーマ |
| Olala                      | エンディングテーマ |
| アナタボシ                 | オープニングテーマ |
| サンサンGOGO               | エンディングテーマ |
| パパンケーキ               | エンディングテーマ |
| タンタンターン!            | オープニングテーマ |
| ガムシャララ               | エンディングテーマ |
| はぴ☆はぴ サンデー!        | エンディングテーマ |
| きみがいる                 | 挿入歌             |
| 負けん気!強気!元気!前向き! | 挿入歌             |
| はてはてな                 | 挿入歌             |